# مريام أشكول
مريام أشكول Miriam Eshkol (بالعبرية: מרים אשכול‏) (مولودة بلقب زيليكوفيتز) (12 يونيو 1929 - 26 نوفمبر 2016) زوجة رئيس الوزراء الإسرائيلي ليفي أشكول.
كان لها نشاط ملحوظ في الدعاية للقضايا العامة أثناء كونها زوجة لرئيس الوزراء (1964 – 1969)، لذلك كانت محط اهتمام الإعلام. وبعد وفاة ليفي إشكول، أنشأت مؤسسة «ياد ليفي إشكول» وترأستها من 1970 إلى 2008.

## حياتها
ولدت ميريام زيليكوفيتز في مدينة باكاو برومانيا. وهاجرت مع والديها إلى فلسطين تحت الانتداب البريطاني في عام 1930. ونشأت في مدينة رمات غان ثم في مدينة تل أبيب. وفي عام 1947 انضمت إلى ميليشيا البلماح ورافقت الكتائب الإسرائيلية في طريقها إلى القدس المحاصرة. وواصلت خدمتها في الجيش الإسرائيلي بعد قيام الدولة وتم تسريحها برتبة رقيب.
درست في الجامعة العبرية في القدس وحصلت على درجة البكالوريوس في الأدب الإنجليزي والتاريخ العام وكذلك درجة الماجستير في التاريخ في موضوع تاريخ العصور الوسطى والحروب الصليبية. وعملت كذلك كباحثة مساعدة. وفي عام 1956 بدأت العمل في مكتبة الكنيست (البرلمان الإسرائيلي). وأثناء دراستها في القدس، استأجرت غرفة في فناء المنزل الرسمي لوزير المالية الإسرائيلي ليفي إشكول وزوجته إليشيفا كابلان.
وفي مارس 1964 تزوجت من رئيس الوزراء ليفي اشكول في حفل ترأسه كبير حاخامات القدس. ولم يعلن خبر زواجها للإعلام إلى في الأيام التالية.. 

## زوجة رئيس وزراء إسرائيل

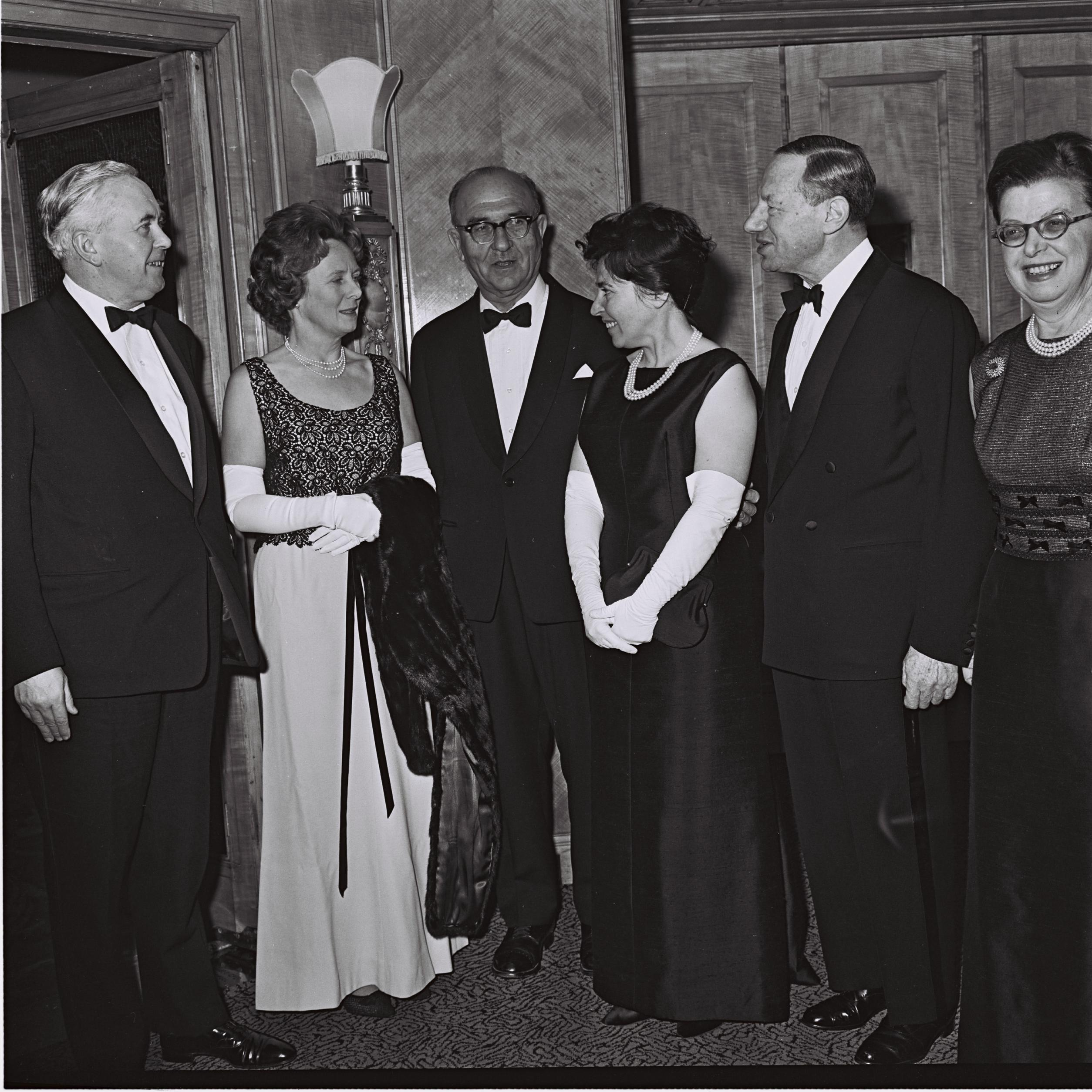
مريام أشكول مع زوجها ورئيس الوزراء البريطاني هارولد ويلسون وزوجته ماري عام 1965 في فندق دورشيستر بلندن

بعد الزواج، واصلت إشكول عملها كأمينة مكتبة في الكنيست، لكنها رافقت زوجها في رحلاته الدولية الرسمية. وترأست اللجنة العامة لتأسيس «بيت هالوحيم»، وهو مركز للمحاربين القدامى المعاقين، كما كانت إشكول أيضا الرئيسة المؤسسة لرابطة الصداقة اليهودية العربية. 
بعد وفاة ليفي إشكول في فبراير 1969، قادت مريام الجهود لإنشاء أرشيف ومجموعة أوراقه الشخصية. وفي عام 1970 أشرفت على تأسيس مؤسسة «ياد ليفي إشكول»، وشغلت منصب رئيسها حتى عام 2008، ثم منصب رئيسها الفخري. 

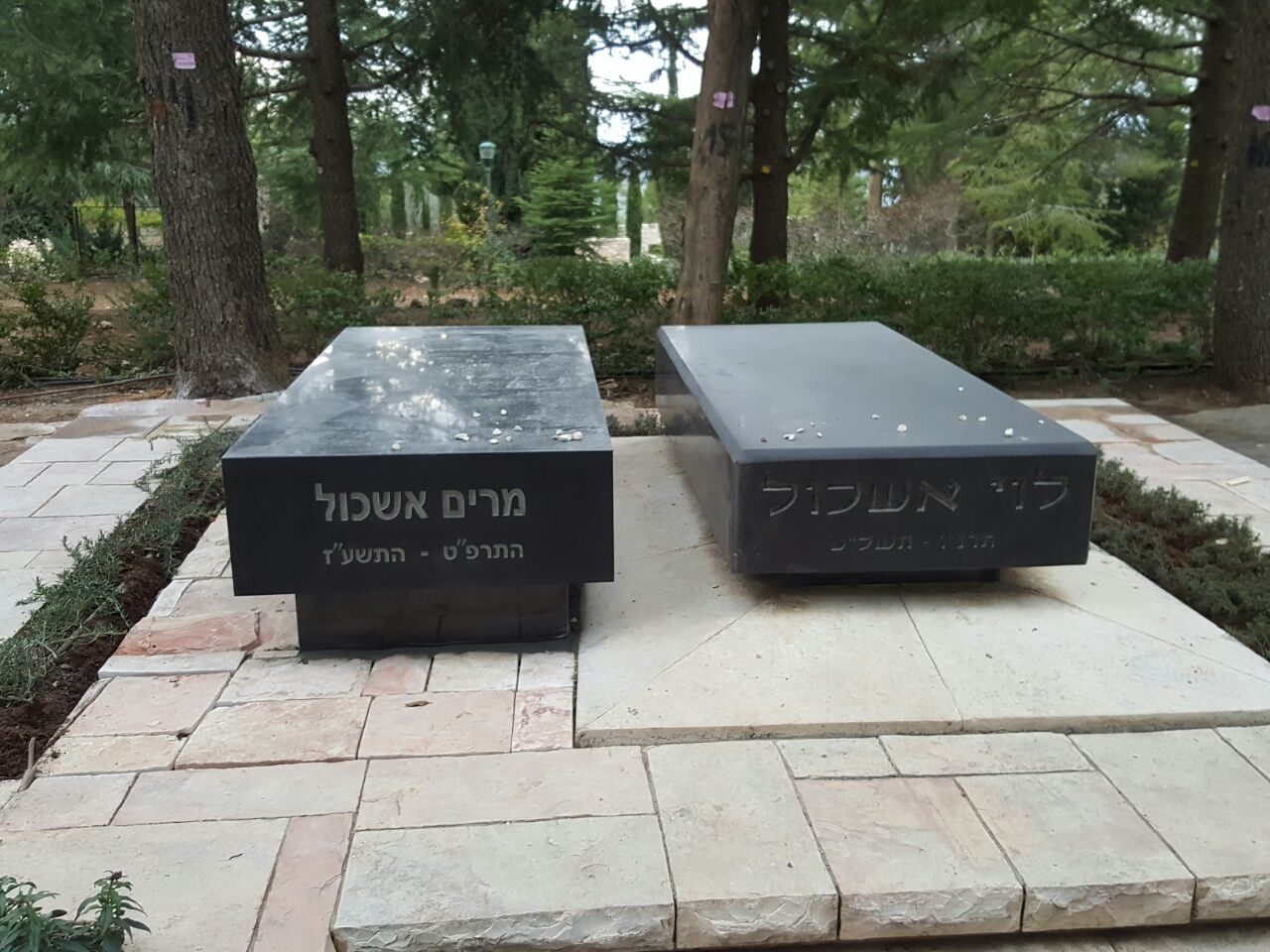
قبر ليفي اشكول وزوجته ميريام في جبل هرتسل، القدس، إسرائيل

شغلت إشكول أيضا العديد من المناصب العامة الأخرى، لخدمة أهداف وطنية منها: منصب رئيسة الاتحاد الإسرائيلي للأكاديميات ورئيسة جمعية التطوير العلمي وتعزيز البحث الطبي. وكانت أيضًا عضوًا في مجلس إدارة متحف إسرائيل. 
توفيت مريام إشكول في 26 نوفمبر 2016 في القدس عن عمر يناهز 87 عاما.